# کیخل
کیخل (انگلیسی: Kichel) یک نوع تردک یا کلوچه شیرین در آشپزی یهودی است.